# Eva Alexandrowa
Eva Vera Alexandrowa-Lefferts, född 30 juli 1926 i Stockholm, död 26 maj 2002, var en svensk målare och tecknare. Hon var dotter till dansaren och författaren Vera Alexandrova.
Hon har tecknat sagobilder och bland annat illustrerat Gösta Knutssons Nalle Lufs-böcker.
Alexandrowa gifte sig 1950 med amerikanen Charles F. C. Lefferts och bosatte sig i USA.

### Fotnoter
1. ↑  ”Eva V Lefferts - U.S. Social Security Death Index (SSDI)” (på engelska). MyHeritage. https://www.myheritage.com/research/record-10002-15268028/eva-v-lefferts-in-us-social-security-death-index-ssdi?tr_id=m_q3i16tvh38_xwe4b4ilda. Läst 21 december 2024.
2. ↑  Libris.
3. ↑  Vigselnotis, Svenska Dagbladet, 18 januari 1950.